# Takreem
 (février 2020).
 (février 2020).
Le contenu est difficilement compréhensible vu les erreurs de traduction, qui sont peut-être dues à l'utilisation d'un logiciel de traduction automatique.
Takreem est une organisation à but non lucratif fondée en 2009 par Ricardo Karam pour honorer des individus arabes ou des organisations qui ont contribué au développement de leurs communautés respectives et à l'amélioration du monde dans les domaines de la culture, l'éducation, la science, les études de l'environnement, les services humanitaires et le développement socio-économique à travers une cérémonie de remise de prix organisée dans une ville différente chaque année,.

Le but de Takreem est d'inspirer de jeunes générations et prouver au monde qu'au beau milieu des idées fausses, les Arabes peuvent prospérer, la créativité d'étreinte, la liberté de pensée, les droits de l'homme, l'entreprise, ont avancé la technologie et l'égalité des sexes[pas clair][source insuffisante].

## Histoire
Ricardo Karam a lancé cette initiative en 2004. En observant les invités qu'il avait interviewés dans son talk-show, il s'est rendu compte que le monde arabe devait mettre davantage en avant ses réussites, déclarant : « … chaque année, nous essayons de repérer différents performants de différents domaines, et nous essayons donner de l'espoir aux jeunes en leur disant de regarder ces exemples. Vous pouvez aussi le faire. »,
Karam a annoncé Takreem lors d'une conférence de presse tenue à l'École supérieure des affaires (ESA).

## Activités

### Conférences
| Année | Ville     | Sujets                                                                    | Participants                                                                                         |
| ----- | --------- | ------------------------------------------------------------------------- | --- |
| 2017  | Amman     | Les femmes qui réussissent partagent leurs meilleurs conseils de carrière | Dr. May Chidiac, Randa Habib, Rania Atalla, and Muna Batayneh                                        |
| 2017  | Amman     | Le monde arabe entre aujourd'hui et demain                                | Khaled Janahi, Ghassan Saab, Tariq Khayyat, Dalaa Al Mufti, Soraya Bahgat, and Sara Abou Shaar       |
| 2015  | Dubai     | Les femmes arabes aujourd'hui                                             | Sheikh Saleh Al-Turki, Vian Dakhil, George Altirs, Tarick Smiley, Joumana Odeh, and Magda el Sanousi |
| 2015  | Dubai     | L'avenir de la jeunesse arabe                                             | Dr. Fadlo Khuri, Paul Abi Rached, Dr. Samar Al Hamoud, Samir Brikho, Nabil Habayeb, and Mazen Tamar  |
| 2014  | Marrakech | Ensemble vers le succès                                                   | Samir Brikho, Osman Sultan, Yasma Fleihan, Marwan Chatila, Mona Makram Ebeid, and Laila Al Shaikhli  |

### Discussions de groupe
| Année | Ville   | Sujets                                                        | Panélistes                                                           |
| ----- | ------- | ------------------------------------------------------------- | -------------------------------------------------------------------- |
| 2019  | Londres | Ils façonnent l'agenda mondial                                | Karen Frank, Nina Dos Santos, and Fadumo Dayib                       |
| 2018  | Paris   | Comment les dirigeants prospèrent dans les moments difficiles | Carlos Ghosn, HRH Princess Reema bint Bandar Al Saud and Hala Gorani |

## TAKminds
En 2018, Takreem s'est élargi pour inclure également TAKminds, non seulement pour célébrer les talents du monde arabe, mais aussi pour leur fournir une plate-forme où ils peuvent se connecter, construire des ponts et trouver ensemble de nouvelles façons de créer des communautés durables et des opportunités pour l'avenir des générations du monde arabe.
| 2018 | Koweït | Mettre fin à la violence contre les enfants dans le monde   | Children Rights Activist Kailash Satyarthi (Keynote Speaker)                                    | Children Rights Activist Kailash Satyarthi (Keynote Speaker)                                    | Children Rights Activist Kailash Satyarthi (Keynote Speaker)                                    | Children Rights Activist Kailash Satyarthi (Keynote Speaker)                                    | Children Rights Activist Kailash Satyarthi (Keynote Speaker)                                    | Children Rights Activist Kailash Satyarthi (Keynote Speaker)                                    |
| 2018 | Koweït | Villes d'aujourd'hui, talents de demain                     | Wael Al Awar,Emile Haddad, Romy Hawwatt, Khaled Janahi, Melek El Nimer                          | Wael Al Awar,Emile Haddad, Romy Hawwatt, Khaled Janahi, Melek El Nimer                          | Wael Al Awar,Emile Haddad, Romy Hawwatt, Khaled Janahi, Melek El Nimer                          | Wael Al Awar,Emile Haddad, Romy Hawwatt, Khaled Janahi, Melek El Nimer                          | Wael Al Awar,Emile Haddad, Romy Hawwatt, Khaled Janahi, Melek El Nimer                          | Wael Al Awar,Emile Haddad, Romy Hawwatt, Khaled Janahi, Melek El Nimer                          |
| 2018 | Koweït | L'art, un idéal à vendre?                                   | Dr. Tamara Chalabi, Raneem Zaki Farsi, Ali Khadra, Dr. Ahmed Mater                              | Dr. Tamara Chalabi, Raneem Zaki Farsi, Ali Khadra, Dr. Ahmed Mater                              | Dr. Tamara Chalabi, Raneem Zaki Farsi, Ali Khadra, Dr. Ahmed Mater                              | Dr. Tamara Chalabi, Raneem Zaki Farsi, Ali Khadra, Dr. Ahmed Mater                              | Dr. Tamara Chalabi, Raneem Zaki Farsi, Ali Khadra, Dr. Ahmed Mater                              | Dr. Tamara Chalabi, Raneem Zaki Farsi, Ali Khadra, Dr. Ahmed Mater                              |
| 2018 | Koweït | De la dynamique de groupe et de l'autonomisation des femmes | Fadumo Dayib, Dr. Haifa Jamal Al-Lail, Mohammad Naciri, Rana Al Nibari, Dr. Al Anoud Al Sharekh | Fadumo Dayib, Dr. Haifa Jamal Al-Lail, Mohammad Naciri, Rana Al Nibari, Dr. Al Anoud Al Sharekh | Fadumo Dayib, Dr. Haifa Jamal Al-Lail, Mohammad Naciri, Rana Al Nibari, Dr. Al Anoud Al Sharekh | Fadumo Dayib, Dr. Haifa Jamal Al-Lail, Mohammad Naciri, Rana Al Nibari, Dr. Al Anoud Al Sharekh | Fadumo Dayib, Dr. Haifa Jamal Al-Lail, Mohammad Naciri, Rana Al Nibari, Dr. Al Anoud Al Sharekh | Fadumo Dayib, Dr. Haifa Jamal Al-Lail, Mohammad Naciri, Rana Al Nibari, Dr. Al Anoud Al Sharekh |
| 2018 | Koweït | Rêves d'un réfugié                                          | Mostafa Salameh                                                                                 | Mostafa Salameh                                                                                 | Mostafa Salameh                                                                                 | Mostafa Salameh                                                                                 | Mostafa Salameh                                                                                 | Mostafa Salameh                                                                                 |
| 2018 | Koweït | Briser les stéréotypes par le sport                         | Manal Rostom                                                                                    | Manal Rostom                                                                                    | Manal Rostom                                                                                    | Manal Rostom                                                                                    | Manal Rostom                                                                                    | Manal Rostom                                                                                    |

Source : Le Mensuel magazine

## Cérémonies de remise des prix
| Cérémonie | Emplacement | Date        | Année |
| --------- | ----------- | ----------- | ----- |
| Première  | Beyrouth    | 25 mars     | 2010  |
| Seconde   | Doha        | 30 avril    | 2011  |
| Troisième | Manama      | 30 novembre | 2012  |
| Quatrième | Paris       | 14 novembre | 2013, |
| Cinquième | Marrakech   | 8 novembre  | 2014, |
| Sixième   | Dubai       | 14 novembre | 2015  |
| Septième  | Caire       | 26 novembre | 2016, |
| Huitième  | Amman       | 25 novembre | 2017, |
| Neuvième  | Koweït      | 17 novembre | 2018  |
| Dixième   | Beyrouth    | 9 novembre  | 2019  |

## Processus de sélection des lauréats
Nominations
Takreem utilise un cadre strict pour son processus de sélection des candidats avec un seul prérequis obligatoire: l'ascendance arabe, à l'exception de la catégorie Contribution internationale à la société arabe. Ce cadre fonctionne de manière impartiale et non discriminatoire, accordant des droits égaux à l'entrée sans égard à la religion, au sexe, à la nationalité, aux convictions politiques ou à l'âge.
Une fois jugés éligibles, les candidats sont classés dans la catégorie la plus appropriée.
Processus de sélection
Takreem a établi un processus d'évaluation complet pour évaluer les candidats, sélectionner les finalistes et distinguer les gagnants. Le processus de sélection en deux étapes implique un jury de sélection et un jury dont les membres expérimentés et diligents évaluent les candidats éligibles par le biais de règlements préétablis.
Le jury de sélection rédige une liste restreinte de candidats que le jury doit évaluer et sélectionner un lauréat pour chacune des neuf catégories de Takreem. Le classement est classé et l'identité des lauréats n'est divulguée que le soir de la cérémonie.

## Catégories de récompenses
Takreem remet chaque année un prix dans chacune des neuf catégories suivantes à un individu ou une institution :
- jeune entrepreneur ;
- réalisation scientifique et technologique ;
- excellence culturelle ;
- développement environnemental et durabilité ;
- femme arabe exceptionnelle ;
- excellence en éducation ;
- services humanitaires et civiques ;
- leadership d'entreprise ;
- contribution internationale à la société arabe.

Takreem honore également des personnalités de renom à travers trois options différentes : le prix de la réussite de vie, une distinction spéciale, et le prix Legacy.

## Membres du jury
| Année | Noms |
| ----- | --- |
| 2019  | Dr. Ahmed Heikal, Lady Hayat Palumbo, HRH Princess Alia Tabbaa, HE Sheikha Paula Al Sabah, Mr. Khaled Janahi, Mr. Abdul Hamied Ahmed Seddiqi, Ms. Paula Al Askari, Ms. Fadumo Dayib, Mr. Emile Haddad, Mr. Shwan Taha, Mr. Rafik Ben Ayed, Mr. Raja Sidawi, Ms. Maha Kaddoura, HE Dr. Hilal Al Sayer and, HE Dr. Farida Allaghi. |
| 2018  | Dr. Ahmed Heikal, Dr. Akef El Maghraby, HRH Princess Alia Tabbaa, HE Mr. Aziz Mekouar, Mr. Carlos Ghosn, Dr. Elyès Jouini, HE Dr. Farida Allaghi, HE Sheikha Hala Al-Khalifa, Lady Hayat Palumbo, Mr. Khaled Janahi, Mrs. Nora Joumblatt, Dr. Nouha Alhegelan, HE Shaikha Paula Al Sabah, Mr. Raja Sidawi, Mr. Riad Al Sadik, HE Sheikh Saleh Ali Al-Turki. |
| 2017  | Dr. Ahmed Heikal, Dr. Akef El Maghraby, HRH Princess Alia Tabbaa, Mr. Carlos Ghosn, HE Sheikha Hala Al-Khalifa, Lady Hayat Palumbo, Mr. Issa Abu Issa, HE Dr. Lakhdar Brahimi, Mr. Marc Levy, Mrs. Nora Joumblatt, Dr. Nouha Alhegelan, HE Shaikha Paula Al Sabah, Mr. Raja Sidawi, Mr. Riad Al Sadik, HE Sheikh Saleh Ali Al-Turki, Mr. Samir Brikho. |
| 2016  | Dr. Ahmed Heikal, HRH Princess Banderi Alfaisal, Mr. Carlos Ghosn, HE Dr. Farida Allaghi, Mr. Issa Abu Issa, HE Dr. Lakhdar Brahimi, HE Shaikha Mai Al-Khalifa, Mr. Marc Levy, HM Queen Noor Al Hussein, Mrs. Nora Joumblatt, Dr. Nouha Alhegelan, HE Shaikha Paula Al Sabah, Mr. Raja Sidawi, Mr. Riad Al Sadik, HE Sheikh Saleh Ali Al-Turki, Mr. Samer Khoury, Mr. Samir Brikho, Mr. Thomas Abraham.                                                         |
| 2015  | Dr. Ahmed Heikal, Mrs. Asma Seddiq Al-Mutawa, HRH Princess Banderi Alfaisal, Mr. Carlos Ghosn, HE Dr. Farida Allaghi, Lady Hayat Palumbo, Mr. Issa Abu Issa, HE Dr. Lakhdar Brahimi, HE Shaikha Mai Al-Khalifa, HRH Prince Mansour Bin Nasser, Mr. Marc Levy, HM Queen Noor Al Hussein, Mrs. Nora Joumblatt, HE Shaikha Paula Al Sabah, Mr. Raja Sidawi, HE Sheikh Saleh Ali Al-Turki, Mr. Samer Khoury, Mr. Samir Assaf, Mr. Samir Brikho, Mr. Thomas Abraham. |
| 2014  | HE Mr. André Azoulay, HRH Princess Banderi Alfaisal, HE Dr. Hanan Ashrawi, Lady Hayat Palumbo, Mr. Issa Abu Issa, HE Shaikha Mai Al-Khalifa, Mr. Marc Levy, Mr. Moataz Al-Alfi, HM Queen Noor Al Hussein, Mrs. Nora Joumblatt, HE Shaikha Paula Al Sabah, Mr. Raja Sidawi, HE Sheikh Saleh Ali Al-Turki, Mr. Samer Khoury, Dr. Suad Juffali. |
| 2013  | Prof. Alain Carpentier, Mr. Amin Maalouf, HE Mr. André Azoulay, Mr. Carlos Ghosn, HE Dr. Hanan Ashrawi, HE Dr. Lakhdar Brahimi, HE Dr. Leila Sharaf, HE Shaikha Mai Al-Khalifa, Mr. Marc Levy, HE Mr. Mohamed Mansour, Dr. Nouha Alhegelan, HE Shaikha Paula Al Sabah, Mr. Raja Sidawi. |
| 2012  | Mr. Amin Maalouf, HE Mr. André Azoulay, Mr. Carlos Ghosn, HE Dr. Lakhdar Brahimi, HE Dr. Leila Sharaf, HE Shaikha Mai Al-Khalifa, Mr. Marc Levy, HM Queen Noor Al Hussein, Dr. Nouha Alhegelan, Mr. Raja Sidawi. |
| 2011  | Mr. Carlos Ghosn, HE Dr. Hanan Ashrawi, HE Dr. Lakhdar Brahimi, HM Queen Noor Al Hussein, Mr. Raja Sidawi. |
| 2010  | HE Dr. Boutros Boutros-Ghali, Mr. Carlos Ghosn, HRH Prince El Hassan Bin Talal, HE Dr. Marwan Muasher. |

## Lauréats
| Année | Jeune entrepreneur                  | Réalisation scientifique et technologique | Excellence culturelle                           | Développement environnemental et durabilité | Femme arabe exceptionnelle | Excellence en éducation | Services humanitaires et civiques | Leadership d'entreprise    | Contribution internationale à la société arabe |
| ----- | ----------------------------------- | ----------------------------------------- | ----------------------------------------------- | ------------------------------------------- | -------------------------- | ----------------------- | --------------------------------- | -------------------------- | ---------------------------------------------- |
| 2018  | Nadine Hachach                      | Rachid Yazami                             | Ahmed Mater                                     | Majdah bint Mohamed Ahmed Aburas            | Fareah Al Saqqaf           | Tahar Ben Lakhdar       | Magda Gobran                      | Emile Haddad               | ANERA                                          |
| 2018  | Sami Hourani                        | Rachid Yazami                             | Ahmed Mater                                     | Majdah bint Mohamed Ahmed Aburas            | Fareah Al Saqqaf           | Tahar Ben Lakhdar       | Magda Gobran                      | Emile Haddad               | ANERA                                          |
| 2017  | Ghanim Al-Muftah\| Zohair Al Halees | Arab American National Museum             | Sarah Toumi                                     | Maali Alasousi                              | Nahla Hwalla               | JUSOOR                  | Raymond Debbane                   | Al-Bustan Seeds of Culture |                                                |
| 2016  | Ziad Sankari                        | Tarek Amin                                | Fanni Raghman Anni                              | Fatima Jibrell                              | Zainab Salbi               | Al Nayzak               | Azza Abdel Hameed                 | Selim A. Bassoul           | ASHOKA                                         |
| 2015  | Khalid Al-Khudair                   | Fadlo R. Khuri                            | Al Kamandjati                                   | Lebanon Eco Movement                        | Vian Dakhil                | Rawan Barakat           | Jumana Odeh                       | Nabil Habayeb              | Save the Children                              |
| 2014  | Kamel Al-Asmar                      | Lihadh Al-Gazali                          | The Edward Said National Conservatory for Music | Applied Research Institute                  | Amal Basha                 | Azza Kamel              | Amina Slaoui                      | Samih Toukan               | Palestine Children's Relief Fund               |
| 2013  | Khaled Al Sabawi                    | Amin Kassis                               | George Tarabichi                                | Sameh Seif Ghali                            | Hanaa Edwar                | Jihad Shoja'eyeh        | Nadwa Qaragholi                   | George Altirs              | Education for Employment                       |
| 2012  | Habib Haddad                        | Nagy Habib                                | Samia Zaru                                      | The Shouf Biosphere Reserve                 | Magda El Sanousi           | A. M. Qattan Foundation | SESOBEL                           | Saad Abdullatif            | Actes Sud Sindbad Publishing                   |
| 2011  | Samar Muhareb                       | Mujid Kazimi                              | Mohamad Ghani Hikmat                            | Nature Iraq                                 | Souhayr Belhassen          | Elham Community         | Suad Juffali                      | Ghanim Bin Saad Al Saad    | George Galloway                                |
| 2010  | Rana Shanawani                      | Abdel Magid Hammouda                      | Jack Shaheen Salma Khadra Jayussi               | Environmena Power Systems                   | Nahida Nakad               | Saouma BouJaoude        | Arcenciel                         | N/A                        | CAABU                                          |

### Distinctions honorifiques
|      | Réalisations de vie                                   | Distinction spéciale                                               | Prix Legacy                             |
| 2019 |                                                       | Princess Banderi Al Faisal                                         |                                         |
| 2018 | Sheikh Sabah Al-Ahmad Al-Jaber Al-Sabah               | Sir Magdi Yacoub Nadia Sakati                                      | Sheikh Jaber Al-Ahmad Al-Jaber Al-Sabah |
| 2017 | Maroun Semaan                                         | Prince Sultan Bin Salman Bin Abdul Aziz Melek El Nimer Nabil Nahas | King Hussein Bin Talal                  |
| 2016 | Zaha Hadid Bill Gates Faten Hamama                    | Princess Ghida Talal Etel Adnan                                    | N/A                                     |
| 2015 | Ghazi Algosaibi Riad Al-Sadik Mamdouha El-Sayed Bobst | Hilal and Margaret Al Sayer                                        | N/A                                     |
| 2014 | Ghassan Tueni Gilbert Chagouri                        | N/A                                                                | N/A                                     |
| 2013 | Alia El Solh                                          | N/A                                                                | N/A                                     |
| 2012 | Sheikh Nahayan Mabarak Al-Nahayan Jimmy Carter        | Anthony Shadid                                                     | N/A                                     |
| 2011 | Hasib Sabbagh Helen Thomas                            | N/A                                                                | N/A                                     |